# Maurizio Bufalini

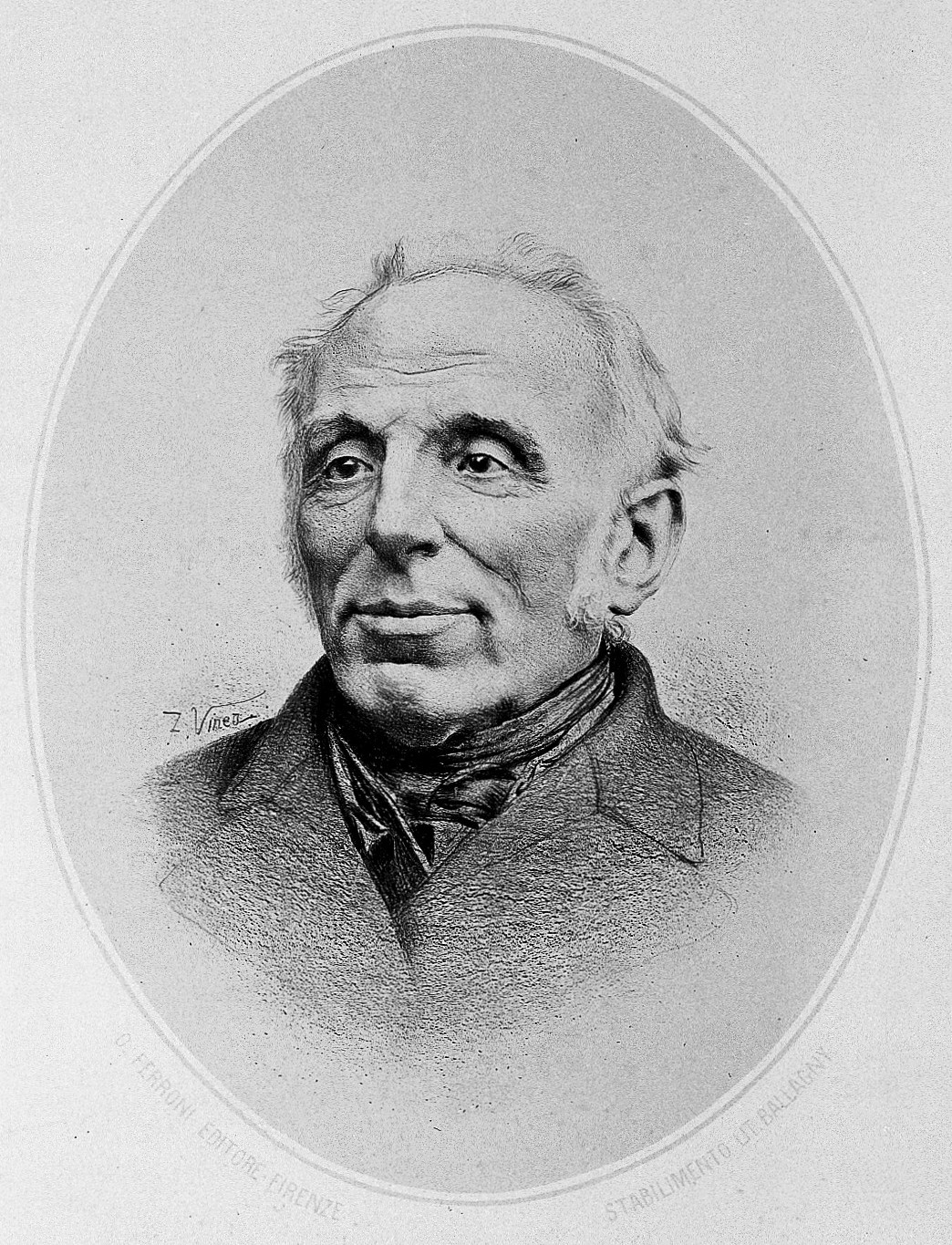
Maurizio Bufalini.

Maurizio Bufalini, född 4 juni 1787, död 31 mars 1875, var en italiensk patolog.
Bufalini blev 1813 professor i klinisk medicin i Bologna. Redan 1814 måste Bufalini på grund av politiska orsaker fly, men utnämndes 1831 till professor i medicin i Urbino, 1832 i Osimo och 1835 i Florens. Bufalini är grundläggare i Italien av den moderna, främst den experimentella patologin.